# Groeneweg (Rotterdam)
Groeneweg is een straatnaam en voormalige buurtschap in de Rotterdamse wijk Nesselande.
Tot 1995 was Groeneweg een buurtschap in de gemeente Zevenhuizen-Moerkapelle. In dat jaar heeft er een grenscorrectie plaatsgevonden waarbij grondgebied, waaronder de buurtschap Groeneweg, is overdragen aan Rotterdam voor de ontwikkeling van de Vinex-locatie Nesselande.
Door de bouw van de nieuwbouwwijk is de lintbebouwing aan de Groeneweg een onderdeel geworden van de wijk Nesselande.
Groeneweg is ook de naamgever van de Groenewegbrug over de ringvaart van de Zuidplaspolder, de verbinding tussen de N219 en Nesselande, en de voetbalvereniging VV Groeneweg uit het dorp Zevenhuizen waarvan de oorsprong in de buurtschap ligt.
Brandingdijk ·
Capelseweg ·
's-Gravenweg ·
Groeneweg ·
Hoofdweg ·
Jacques Dutilhweg ·
Kralingseweg ·
Laan van Avant-Garde ·
Ommoordseweg ·
President Rooseveltweg ·
Prins Alexanderlaan ·
Prins Alexanderplein ·
Prinsenlaan ·
Ringvaartweg ·
IJsselmondselaan ·
Zevenkampse Ring